# Choices (Buffy the Vampire Slayer)
Choices es el decimonoveno episodio de Buffy the Vampire Slayer.

## Argumento
El alcalde Wilkins necesita que Faith recoja un paquete crucial para la Ascensión procedente de América del Sur. Le regala una daga como premio a su lealtad.
Buffy se lamenta sobre su futuro y sigue pensando en la posibilidad de ir a una universidad fuera de Sunnydale. Wesley le habla de su misión y del problema que supone que una Cazadora esté del otro lado. Buffy decide no seguir esperando acontecimientos y detener la Ascensión. En el ayuntamiento ve a Faith con una gran caja e interroga al vampiro que la acompañaba. El paquete contiene la Caja de Gavroc, que guarda energía demoníaca que el alcalde necesita devorar antes del día de la Ascensión. Para evitarlo necesitan una poción que rompa el sello que la protege. Willow busca la fórmula y Xander y Oz la elaboran.
Buffy, Ángel y Willow van al tejado del ayuntamiento. Willow recita el hechizo y vierte la poción, disolviendo el sello. Ángel ayuda a Buffy a llegar hasta la caja pero hacen saltar una alarma. Luchan contra los vampiros que acuden y huyen de allí. Todo parece haber ido bien, pero Faith ha capturado a Willow. Buffy sugiere hacer un intercambio pero Wesley no está de acuerdo: miles de vida están en juego y deben destruir la caja, detener la Ascensión del alcalde y buscar otro modo de recuperar a Willow. Pero no hay otro modo.
En el ayuntamiento, Willow consigue escapar y entra en la oficina donde encuentra los Libros de la Ascensión. Faith la sorprende y cuando está a punto de matarla el Alcalde la interrumpe: ha recibido una llamada interesante. En la cafetería del instituto se va a realizar el intercambio cuando el director Snyder les interrumpe junto con la policía, ya que cree que se trata de un intercambio de drogas. Uno de los policías que le acompañan examina la caja y la abre. Una araña sale de ella y salta al rostro del policía, mientras otra salta a la espalda de Buffy y ésta la aplasta. Una tercera araña aparece en la pared y Faith la mata con su daga.
Tras el intercambio regresan a la biblioteca. Willow consiguió algunas de las páginas de los Libros y así obtienen alguna información más. Buffy habla con Willow: nunca podrá salir de Sunnydale pero su amiga también ha decidido quedarse allí y luchar contra el mal. El alcalde planteó las dificultades de la relación entre Buffy y Ángel, pero ambos tratan de ignorarlas y seguir juntos.

## Reparto

### Personajes principales
- Sarah Michelle Gellar como Buffy Summers.
- Nicholas Brendon como Xander Harris.
- Alyson Hannigan como Willow Rosenberg.
- Charisma Carpenter como Cordelia Chase.
- David Boreanaz como Angelus.
- Seth Green como Oz.
- Anthony Stewart Head como Rupert Giles.

### Apariciones especiales
- Kristine Sutherland como Joyce Summers.
- Harry Groener como Mayor Richard Wilkins.
- Alexis Denisof como Wesley Wyndam-Pryce.
- Eliza Dushku como Faith Lehane.
- Armin Shimerman como Director R. Snyder

### Personajes secundarios
- Keith Brunsmann como Vampiro lacayo.
- Jimmie F. Skaggs como Mensajero.
- Jason Reed como Guardia vampiro.
- Bonita Friedericy como Mánager.
- Michael Schoenfeld como Guardia de seguridad #1.
- Seth Coltan como Guardia de seguridad #2.
- Brett Moses como Estudiante.

## Producción